# Fryzja (kraina historyczna)

Królestwo Fryzyjskie pod panowaniem Radboda w roku 716

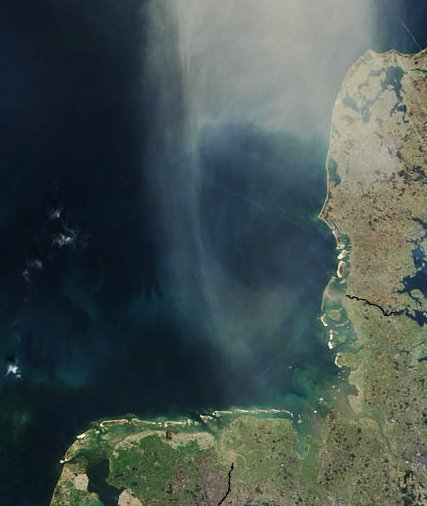
Zdjęcie satelitarne Fryzji

Fryzja (fryz. Fryslân, płnfryz. Fresklun lub Friislon, wschfryz. Fräislound, nid. Friesland, niem. Friesland) – kraina historyczna w północno-zachodniej Europie, wzdłuż wybrzeża Morza Północnego. Obecnie w granicach Niemiec, Danii i Holandii.
Fryzję zazwyczaj dzieli się na następujące części:
1. Fryzja Zachodnia położona w Holandii (prowincja Fryzja oraz północna część prowincji Holandia Północna, często także północna część prowincji Groningen (Ommelanden(inne języki)))
2. Fryzja Wschodnia obecnie pod względem administracyjnym stanowiąca część Dolnej Saksonii
3. Fryzja Północna położona w Niemczech – Szlezwik-Holsztyn oraz w Danii w prowincji Jutlandia Południowa.
4. Wyspa Helgoland
5. czasami także obszary zwane po niemiecku Land Hadeln i Land Wursten(inne języki), pod względem administracyjnym należące do Dolnej Saksonii i Bremy

## Historia
Od II w. p.n.e. zamieszkana przez Fryzów. Od 680 była odrębnym państwem, które pomimo długotrwałego oporu zostało włączone do państwa Franków. Na początku VIII w. objęta misją chrystianizacyjną św. Wilibrorda.
Na mocy traktatu w Verdun (843) przydzielona Lotarowi I jako część państwa środkowofrankijskiego – fragment Lotaryngii. Od 869/870 roku, po śmierci Lotara II oraz wskutek traktatu w Meerssen stanowiła przedmiot rywalizacji między władcami wschodnio- i zachodniofrankijskimi. Od połowy X wieku weszła ostatecznie w skład Świętego Cesarstwa Rzymskiego.
W kolejnych wiekach zachodnia część Fryzji należała do Niderlandów i w 1524 weszła pod panowanie Habsburgów. Następnie w składzie Republiki Zjednoczonych Prowincji Niderlandów.
Wschodnia część Fryzji była do 1744 niezależna jako Hrabstwo Fryzji Wschodniej. Po wygaśnięciu miejscowego rodu książęcego Cirksena została włączona do Prus. W latach 1807–1810 pod panowaniem Holandii, a w latach 1810–1815 pod okupacją francuską. Następnie weszła w skład Królestwa Hanoweru, pozostając do 1837 w unii z Wielką Brytanią, w 1866 do Prus, i wraz z Prusami w 1871 do Cesarstwa Niemieckiego.
Po II wojnie światowej w brytyjskiej strefie okupacyjnej Niemiec, miasto Leer tymczasowo przynależało do polskiej strefy okupacyjnej. Od 1949 w składzie Republiki Federalnej Niemiec.